# Liv Sansoz
Liv Sansoz (* 12. Februar 1977 in Bourg-Saint-Maurice, Savoie) ist eine französische Bergsteigerin, Sportkletterin und ehemalige Base-Jumperin. Sie ist zweifache Weltmeisterin im Schwierigkeitsklettern und gewann in den Disziplinen Lead und Bouldern insgesamt viermal den Gesamtweltcup. 2017/18 gelang ihr als erster Frau in der Rekordzeit von anderthalb Jahren die Besteigung aller 82 Viertausender der Alpen.

## Leben

### Kindheit und Jugend
Liv Sansoz wuchs in den französischen Alpen auf und kam bereits früh mit dem Alpinsport in Berührung. Im Alter von zwei Jahren begann sie mit dem Skifahren und probierte während ihrer Kindheit auch Monoski und Snowboard aus. Dokumentarfilme wie „Apocalypse Snow“ brachten sie jedoch zum Tiefschneefahren und somit zum klassischen Skisport zurück. Während ihrer Mittelschulzeit nutzte sie sogar Freistunden für die sportliche Betätigung im Skigebiet Les Arcs. Ende der 1980er Jahre begann ihr Vater mit dem Paragliding und nahm seine Tochter einige Male mit. Nach einem gefährlichen Zwischenfall verbot ihre Mutter ihr jedoch, damit weiterzumachen.
Mit 14 Jahren entdeckte Liv in den Calanques der südfranzösischen Mittelmeerküste schließlich ihre Liebe zum Sportklettern. Im selben Jahr bestieg sie gemeinsam mit ihrem Vater erstmals den Mont Blanc. Durch das jahrelange Lesen von Alpinliteratur nennt sie Alpinisten wie Jean-Marc Boivin, Walter Bonatti, René Desmaison, Louis Lachenal, Gaston Rébuffat oder Doug Scott als ihre Inspiration.

### Wettkampfklettern
Nachdem sie zuvor bei nationalen Meisterschaften reüssiert hatte, debütierte Sansoz im Mai 1993 im Kletterweltcup. Am 10. Dezember desselben Jahres gelang ihr mit Rang zwei in Laval erstmals eine Podiumsplatzierung. Den internationalen Durchbruch schaffte sie in der Saison 1995, als sie bei der Kletterweltmeisterschaft in Genf die Bronzemedaille eroberte und sich fünf Monate später in Laval zur Juniorenweltmeisterin kürte. Die Weltcupwertung beendete sie auf Rang drei. Noch erfolgreicher verlief die nächste Saison, in der sie nicht nur ihre ersten beiden Weltcupsiege feierte, sondern auch erstmals die Gesamtwertung im Schwierigkeitsklettern (Lead) gewann. Im Februar 1997 gewann sie in Paris ihren ersten Weltmeistertitel, in der kommenden Weltcupwertung musste sie sich ihrer Hauptkonkurrentin Muriel Sarkany geschlagen geben.
Im Sommer 1998 gewann Sansoz die ersten drei Boulder-Weltcups und konnte mit einem weiteren Sieg die erstmals ausgetragene Wertung für sich entscheiden. Im September gelang ihr nach mehreren zweiten Plätzen der Gewinn des prestigeträchtigen Rockmaster in Arco. Im Herbst entschied sie auch die Lead-Wertung für sich und ist damit bis heute die einzige Athletin, die innerhalb eines Jahres Weltcup-Wertungen in zwei verschiedenen Disziplinen gewinnen konnte. Dem Tschechen Adam Ondra gelang dies später in unterschiedlichen Jahren. 1999 verteidigte sie in Birmingham ihren Weltmeistertitel und gewann ein Jahr später das dritte Mal die Weltcup-Gesamtwertung.
2001 stürzte sie beim Felsklettern am Virgin River ab und zog sich dabei eine Wirbelverletzung mit Nervenschaden zu. Daraufhin trat sie nicht mehr zu Wettkämpfen an und fand mehrere Jahre keine Motivation zu klettern. Stattdessen absolvierte sie eine Ausbildung zur Kletterlehrerin und schloss im Dezember 2006 ein Psychologie-Studium ab.

### Extremsport
Ihre Leidenschaft für das Felsklettern führte Sansoz bereits während ihrer aktiven Wettkampfkarriere durch zahlreiche Länder. Im Alter von 17 Jahren kletterte sie mit Patrick Edlinger und Marilé Walch in Cimai ihre erste Route im Schwierigkeitsgrad 8b. Im Jahr 2000 gelang ihr als erst zweiter Frau nach der Baskin Josune Bereziartu eine Begehung im Grad 8c+ (amerikanisch 5.14 c). Sie bewältigte dazu mit François Legrand und zwei Amerikanern eine Route am Mount Charleston. Außerdem übte sie sich im Eisklettern sowie rund um die Welt im Bouldern, wofür sie unter anderem nach Bishop, Hampi und Fontainebleau reiste. An den Hueco Tanks in Texas gelang ihr erstmals der Grad 8a (V11).

“Most people know me as I was when photographed as a young adult winning almost all the competitions. A competition climber, a plastic climber. But my heart has always been in the mountains, where I grew up.”

„Die meisten Leute kennen mich von den Fotos als junge Erwachsene, als ich fast alle Bewerbe gewonnen habe. Als Wettkampfkletterin, Plastikkletterin. Mit dem Herzen war ich aber immer in den Bergen, wo ich aufgewachsen bin.“

In Folge ihrer Rückenverletzung verzichtete Sansoz einige Jahre gänzlich auf das Klettern am Fels. 2002 entdeckte sie das Paragliding wieder und begann zugleich mit dem Fallschirmspringen. Nachdem sie 2007 auch wieder zu klettern begonnen hatte, zog sie nach Chamonix und kam über ihren damaligen Lebensgefährten, mit dem sie 2008 El Capitan bestieg, zum Base-Jumping. Nach zahlreichen Fallschirmtrainings sprang sie das erste Mal von einer Eisenbahnbrücke in Idaho, ihre ersten Bigwall-Sprünge führte sie in Norwegen durch. Unter anderem sprang sie auch vom sogenannten Pilz, einem Felsvorsprung in der Eiger-Nordwand. Im Dezember 2009 kollabierte ihr Fallschirm bei einem nächtlichen Basejump, woraufhin sie abstürzte und eine Kreuzbeinfraktur erlitt, die sie drei Monate fast bewegungsunfähig machte. In den kommenden Jahren hatte sie immer wieder mit Verletzungen, darunter einige Knochenbrüche, zu kämpfen. 2014 zog sie sich schließlich vom Base-Jumping zurück, nachdem sie nicht mehr bereit war, das hohe Risiko weiterhin einzugehen.

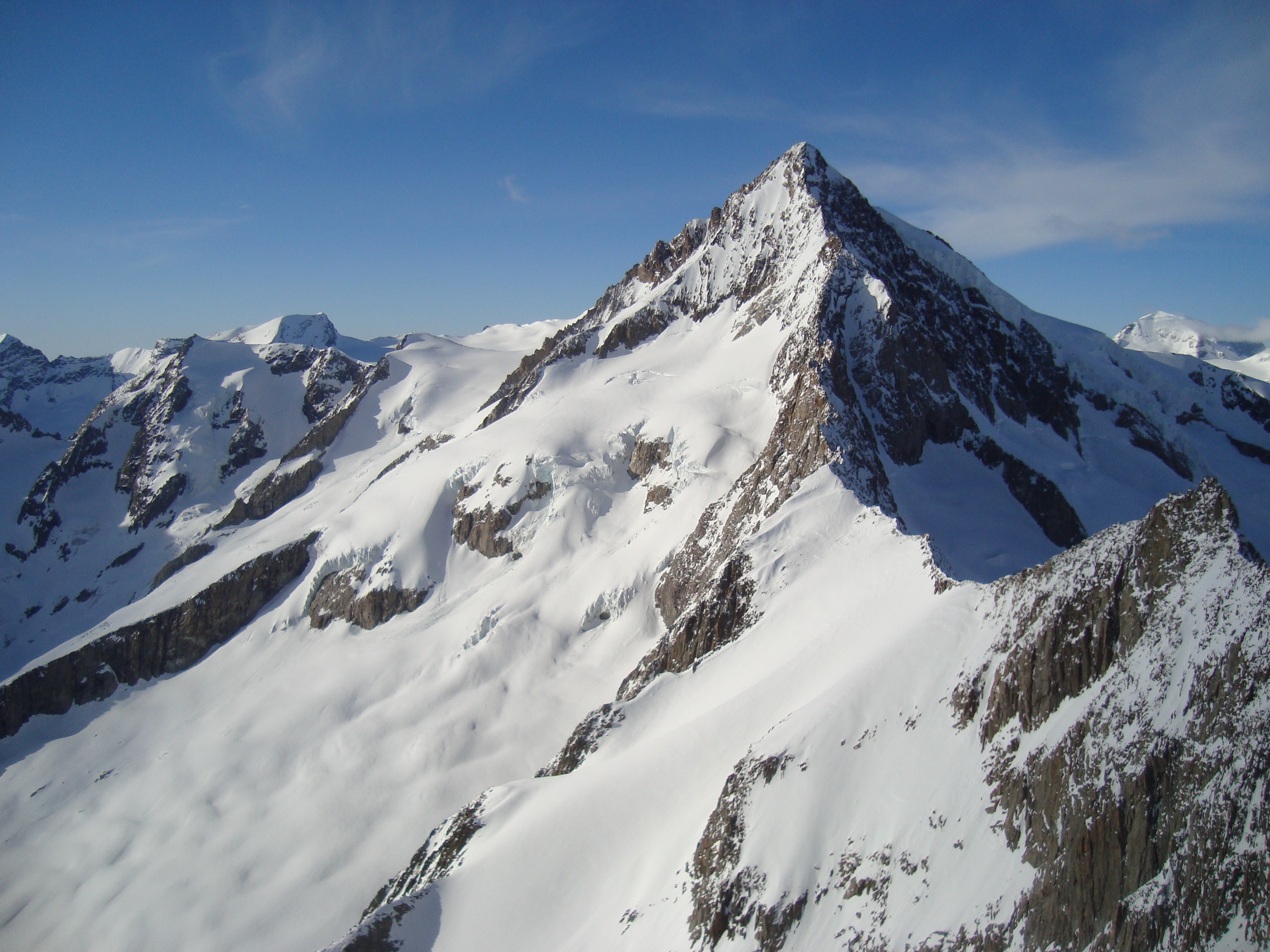
Das Aletschhorn musste Sansoz 2017 gleich zweimal besteigen

Für 2017 nahm sich Sansoz – inspiriert vom Schweizer Ueli Steck – vor, alle 82 Viertausender der Alpen binnen eines Jahres zu besteigen. Sie startete ihr Unterfangen am 2. März mit dem Gran Paradiso und hatte nach zwei Monaten mit verschiedenen Begleitern bereits 37 Gipfel erklommen. Beim Abstieg vom Aletschhorn zog sie sich eine Knieverletzung zu und musste mit dem Helikopter geborgen werden. Während der Wartezeit erlitt sie zusätzlich Erfrierungen an beiden großen Zehen und sah sich gezwungen, eine siebenwöchige Pause einzulegen. Da sie Wert darauf legte, sowohl Auf- als auch Abstieg per Ski, zu Fuß oder mit dem Gleitschirm vollständig selbst zu bewältigen, musste sie die Besteigung des Aletschhorns wiederholen. Durch die Verletzung verzögerte sich ihr Rekordversuch und sie stand nach exakt einem Jahr bei 76 Viertausendern. Die letzten beiden Gipfel, Aiguille Blanche de Peuterey und Grand Pilier d’Angle, erreichte sie am 11. September 2018, womit sie ihr ursprüngliches Ziel zwar deutlich verfehlte, aber dennoch einen neuen Frauenrekord aufstellte. Insgesamt benötigte sie 80 Tagestouren für das Unterfangen.

## Erfolge

### Wettkampfklettern
- Weltmeistertitel im Schwierigkeitsklettern (Lead) 1997 und 1999
- Gesamtweltcup im Lead 1996, 1998 und 2000
- Gesamtweltcup im Bouldern 1998 (Top Rock Challenge)
- Europameistertitel im Lead 1996
- Sieg beim Rockmaster 1998
- 3 französische Meistertitel (Lead 1994 und 1999, Bouldern 1998)[10]

#### Weltcupsiege
| Datum              | Ort           | Land        |
| ------------------ | ------------- | ----------- |
| 19. September 1996 | Jekaterinburg | Russland    |
| 15. Dezember 1996  | Graz          | Österreich  |
| 9. November 1997   | Kranj         | Slowenien   |
| 22. November 1997  | Imst          | Österreich  |
| 4. September 1998  | Courmayeur    | Italien     |
| 14. November 1998  | Kranj         | Slowenien   |
| 28. Mai 1999       | Leipzig       | Deutschland |
| 12. November 1999  | Kranj         | Slowenien   |
| 23. September 2000 | Lecco         | Italien     |
| 2. November 2000   | Nantes        | Frankreich  |
| 17. November 2000  | Kranj         | Slowenien   |

| Datum           | Ort         | Land       |
| --------------- | ----------- | ---------- |
| 12. Juli 1998   | Val-d’Isère | Frankreich |
| 17. Juli 1998   | Chamonix    | Frankreich |
| 7. August 1998  | Valloire    | Frankreich |
| 28. August 1998 | Grenoble    | Frankreich |

### Felsklettern
- Sortilège (8b), Cimai, 1994 (mit Patrick Edlinger und Marilé Walch)[4]
- Hasta la Vista (8c/8c+), Mount Charleston, 2000 (mit François Legrand, Shelley Dunbar und Andrew Dunbar)[4]
- Chablanke (Boulder 8a/V11), Hueco Tanks, 2004 (mit Arnaud Petit, Stéphanie Bodet und François Petit)[4]
- The Nose (5.11), El Capitan, 2008[11]
- Magic Mushroom (7c+), Eiger-Nordwand – mit anschließendem Basejump[8]

### Sonstige
- Besteigung aller 82 Viertausender der Alpen in 80 Tagen (2. März 2017 – 11. September 2018)

## Filmografie
- 2008: Nike ACG Sweetspot – Hampi
- 2008: Winter Nissan Outdoor Games
- 2008: Summer Nissan Outdoor Games
- 2009: BATS
- 2010: Summer Nissan Outdoor Games
- 2018: LIV Along the Way